# HSCSD
HSCSD (англ. High-Speed Circuit-Switched Data) — технологія передачі даних для мереж GSM, покращена версія CSD. Застосовується в мережах, де канальні інтервали поєднуються в групи, що дозволяє збільшити швидкість передачі даних в кілька разів порівняно з CSD.